# Francolin à bec jaune
Pternistis icterorhynchus
Espèce
Statut de conservation UICN

 LC  : Préoccupation mineure
Le Francolin à bec jaune (Pternistis icterorhynchus) est une espèce d'oiseaux de la famille des Phasianidae.

## Distribution
République Centrafricaine et extrême nord du Zaïre, sud-ouest du Soudan et Ouganda (sauf l’extrême sud et sud-est).

## Sous-espèces
Plusieurs formes ont été décrites F. i. ugandensis Neumann 1907, F. i. emini Neumann 1907, F. i. grisescens Mearns 1911, F. i. dybowskii Oustalet 1892 mais aucune n’a été unanimement acceptée comme sous-espèce valide car elles semblent davantage relever d’un cline géographique, les populations méridionales étant plus foncées que les nordiques (Urban et al. 1986).

## Habitat
Le francolin à bec jaune fréquente les savanes herbeuses, buissonneuses et légèrement boisées entre 500 et 1400 m, visitant aussi les zones cultivées (del Hoyo et al. 1994).

## Mœurs
De nature timide, ce francolin garde généralement le couvert herbeux mais vient volontiers se nourrir aux abords des cultures. Il se tient en couples ou en petits groupes familiaux comptant jusqu’à cinq individus. Il est repérable par son cri distinctif émis d’une termitière ou d’un arbre bas, et est particulièrement bavard le matin et le soir. Répugnant à s’envoler, il préfère s’enfuir en courant dans le tapis herbacé. En cas de danger pressant, il s’envole bruyamment sur une courte distance. Il passe la nuit dans les arbres.  Son régime alimentaire comprend toutes sortes de baies, graines et invertébrés (Madge & McGowan 2002, Hennache & Ottaviani 2011).

## Voix
Le cri est un kerak-kerak-kek rauque, criard, répété et portant loin (Madge & McGowan 2002) que le mâle pousse tôt le matin et tard dans l’après midi ou après une pluie, d’un arbre, d’un promontoire ou du haut d’une termitière. Généralement d’autres mâles répondent.

## Nidification
La période de ponte a lieu en février, d’avril à juin et en octobre en Ouganda, apparemment sans lien avec la saison humide ; de septembre à novembre au Zaïre pendant la saison des pluies. Le nid est une petite dépression creusée sur le sol (del Hoyo et al. 1994).

## Statut
L’espèce est considérée comme localement commune sur l’ensemble de son aire de distribution (Madge & McGowan 2002).